# Héry (Yonne)
Héry település Franciaországban, Yonne megyében. Lakosainak száma 1789 fő (2022. január 1.). Héry Mont-Saint-Sulpice, Gurgy, Hauterive, Monéteau, Montigny-la-Resle, Rouvray, Seignelay, Vergigny és Villeneuve-Saint-Salves községekkel határos.

## Népesség
A település népességének változása:
| Lakosok száma | 1871 | 1824 | 1870 | 1809 | 1797 | 1786 | 1774 | 1778 | 1789 |
|               | 2013 | 2015 | 2016 | 2017 | 2018 | 2019 | 2020 | 2021 | 2022 |